# Robin Paulsson
Robin Paulsson (uttal [ˈpa͡ɵlsɔn]), född 28 december 1983 i Åkarp i Burlövs församling, är en svensk ståuppkomiker, manusförfattare och programledare.
Paulsson debuterade som ståuppkomiker 2001 och som programledare i Sveriges Television i augusti 2006, med en egen talkshow med namnet Robins. Där blev han snabbt förknippad med sina imitationer av Zlatan Ibrahimović. Med tanke på programmet har han kallats för "Sveriges David Letterman".
Han har även medverkat i Stockholm Live samt i radioprogrammen Deluxe och Hej Domstol. 2003 fick han utmärkelsen "Roligast i Skåne" på P3:s humorfestival och 2004 valdes han till årets nykomling på Svenska Stand-Up-galan. Paulsson har även skrivit manus till Kvarteret Skatan och Extra allt. Han medverkade även i TV4:s Parlamentet, 2010-2011, i både det blåa och röda partiet.
Förutom att han dessutom ligger bakom manuset till Time Out har han även medverkat i programmet en gång, och med jämna mellanrum medverkar han även i TV3:s humorprogram Extra! Extra!, som leds av Måns Möller. Han har under 2007 även deltagit i programmet Tack gode gud på TV4. Samma år nominerades han både till Aftonbladets TV-pris och Kristallen, de svenska TV-bolagens gemensamma TV-pris. 
I en webb-omröstning i mitten av mars 2008, efter det årets svenska upplaga av Melodifestivalen, ville läsarna helst se Robin Paulsson som programledare och efterträdare till Kristian Luuk i musiktävlingen. Paulsson har tackat nej tidigare, men enligt Sveriges Television även uttalat sig om att han någon gång vill leda programmet. Han ledde senare Melodifestivalen 2015 tillsammans med Sanna Nielsen.
Sensommaren och hösten 2009 sändes hans program En trekant med Robin i Sveriges Radio P4, som spelades in under en turné med komikerkollegan David Batra.
Robin Paulsson var också programledare för Svenska idrottsgalan 2011 samt Svenska idrottsgalan 2012.
11 juli 2015 var han värd för Sommar i P1 i Sveriges Radio.
2019 blev han ny programledare för Fråga Lund.

## Privatliv
Robin Paulsson är sedan 2013 gift med norskan Live Lausund.

## TV och Film
- 2011–2012 – Idrottsgalan (TV-serie)
- 2019–2020 – Parlamentet (TV-serie)
- 2019–2023 – Fråga Lund (TV-serie)
- 2022–2022 – Komiker utan gränser (TV-serie)